# Мааден
Ma'aden (також MA'ADEN; араб. معادن), також відома як Saudi Arabian Mining Co., — державна гірничодобувна компанія Саудівської Аравії зі штаб-квартирою в Ер-Ріяді. Вона була створена як саудівська акціонерна компанія 23 березня 1997 року з метою сприяння розробці мінеральних ресурсів Саудівської Аравії. Уряд Саудівської Аравії все ще володіє 50 % акцій компанії, тоді як решта 50 % котируються на Саудівській фондовій біржі. Це найбільша гірничодобувна компанія в Саудівській Аравії.

## Корпорація та дочірні компанії
Спершу компанія була зосереджена на розвитку золотодобувних операцій Королівства. 
20 грудня 2009 року Ma'aden підписав угоду з американським алюмінієвим гігантом Alcoa про будівництво алюмінієвого комплексу вартістю 10,8 мільярда доларів. Згідно з угодою, дві фірми мали побудувати алюмінієвий рафінувальний завод потужністю 1,8 мільйона тонн на рік та плавильний завод потужністю 750 000 тонн на рік у Рас-ель-Хаїрі. Планувалося, що плавильний завод розпочне виробництво у 2013 році, а нафтопереробний завод запрацює у 2014 році.
У 2014 році спільно з корпорацією Barrick створена Ma'aden Barrick Copper Company.
У 2023 році створено Manara Minerals, спільне підприємство з PIF для інвестування в глобальні гірничодобувні активи.
У 2024 укладено кілька стратегічних угод щодо консолідації та посилення фосфатного та алюмінієвого портфелів: угоду про купівлю акцій та підписку на акції з Alcoa та Mosaic з метою отримання повного права власності та контролю над фосфатним та алюмінієвим бізнесами; угоду про придбання частки SABIC в Aluminium Bahrain.
На сьогодні Maaden здійснює свою діяльність через п'ять ключових бізнес-підрозділів, які спеціалізуються на геологорозвідці, видобуванні золота та неблагородних металів, фосфатів, промислової сировини та алюмінію.

### Проєкти
Основна видобувна діяльність компанії та її дочірніх підприємств ведеться на копальнях:
- Золотодобувний проєкт "Мансура[ar]-Массара[ar]" (Mansourah-Massarah Project).
- Золотий рудник "Махд Ад-Дахаб[ar]" (Mahd Ad Dhahab mine).
- Золотодобувний кар'єр "Булга" (Bulghah open pit mine).
- Золотий рудник "Аль-Амар[ar]" (Al Amar gold mine).
- Золотодобувний кар'єр "Сухайбарат[ar]" (Sukhaybarat mine).
- Золотодобувний кар'єр "Ад-Дувайхі[ar]" (Ad Duwayhi gold mine).
- Фосфатний кар'єр "Аль-Джаламід" (Al Jalamid phosphate mine).
- Фосфатний кар'єр "Аль-Хабра[ar]" (Al Khabra phosphate mine).
- Кар'єр "Аз-Забіра" (Az Zabirah bauxite and kaolin mine) - видобування низькосортних бокситів та каолінів (індустріальна сировина).
- Магнезитовий кар'єр "Аль-Газала" (Al Ghazalah magnesite mine).
- Бокситовий кар'єр "Аль-Байта" (Al Ba’itha bauxite mine) - видобування «металургійних» бокситів.
- Мідний рудник "Джабаль-Саїд" (Jabal Sayid mine).
- Завод з випалювання магнезиту "Аль-Мадіна Аль-Мунавара" (Al Madinah Al Munawarah magnesite calcination plant).

Індустріальне місто Ваад-ель-Шамаль (Wa’ad Al Shamal Industrial City) - це проєкт вартістю 30 мільярдів доларів що включає копальню та переробні заводи з виробництва фосфатного концентрату та фосфатної кислоти.
Індустріальне місто Рас-ель-Хаїр (Ras Al Khair Industrial City) включає завод з виробництва гідрофосфату амонію, глиноземний рафінувальний завод, плавильний завод та прокатний стан, пов'язані зі спільним підприємством із Alcoa, а також з'єднаний залізницею з фосфатним кар'єром "Аль-Джаламід" та бокситовою копальнею "Аль-Байта".